# اراسای
اراسای (به پرتغالی: Araçuaí) یک شهرداری در برزیل است که در میناز ژرایس واقع شده‌است. اراسای ۲٬۲۳۶٫۲۷۹ کیلومتر مربع مساحت و ۳۶٬۷۱۲ نفر جمعیت دارد.